# Estudio amueblado 2.P.
Estudio amueblado 2.P. (o también Estudio amueblado 2-P) es una película española del género de comedia, estrenada en 1969. Está dirigida por José María Forqué y protagonizada por Fernando Fernán Gómez, José Luis López Vázquez, Amparo Soler Leal, Esperanza Roy, Soledad Miranda y Elisa Montés, entre otros intérpretes.

## Sinopsis
La llegada de un ordenador a una oficina bancaria anima a dos empleados a utilizarlo para que les programe sus aventuras amorosas. Siguiendo sus indicaciones, alquilan un estudio al que van llevando a las chicas que el aparato les indica. Cuando sus compañeros se enteran, se hacen muy populares. Pero la aventura con una clienta termina de forma tan desastrosa que la dirección abre una investigación entre el personal.

## Reparto
- Fernando Fernán Gómez ... Miguel Aguirrezabala
- José Luis López Vázquez ... Ramón Fontecha
- Amparo Soler Leal ... Clara
- Esperanza Roy ... Beatriz Redondo, la viuda
- Soledad Miranda ... Maribel
- Luis Peña ... Don Benito, el director
- Guadalupe Muñoz Sampedro ... Patro
- Manuel Alexandre ... Rovira, el jefe de personal
- Félix Dafauce ... Presidente
- Antonio Alfonso Vidal ... Padre Dimas
- Antonio Mayans (José Antonio Mayans) ... Padre Félix
- José Orjas ... Vecino de abajo
- Elisa Méndez ... Doña Gabina - madre de Miguel
- José Guijarro ... Camarero
- Greta Hohfeld ... Brigitte
- Arturo Maestud
- Katinka ... Pepita
- Miguel Armario ... Guardia
- Conchita Serrano
- Cándida Tena ... Chica de la oficina
- Pilar Errazuri
- Elena Arnao (Elena Arnau) ... Chica de la oficina
- Mari Carmen Tavila
- Virgilio Bastante
- Elisa Montés ... Monique

## Localizaciones
La película se rodó en Gerona y se pueden ver escenas en las escaleras de la catedral, las aguas del río Oñar y el paseo Arqueológico.